# Lander

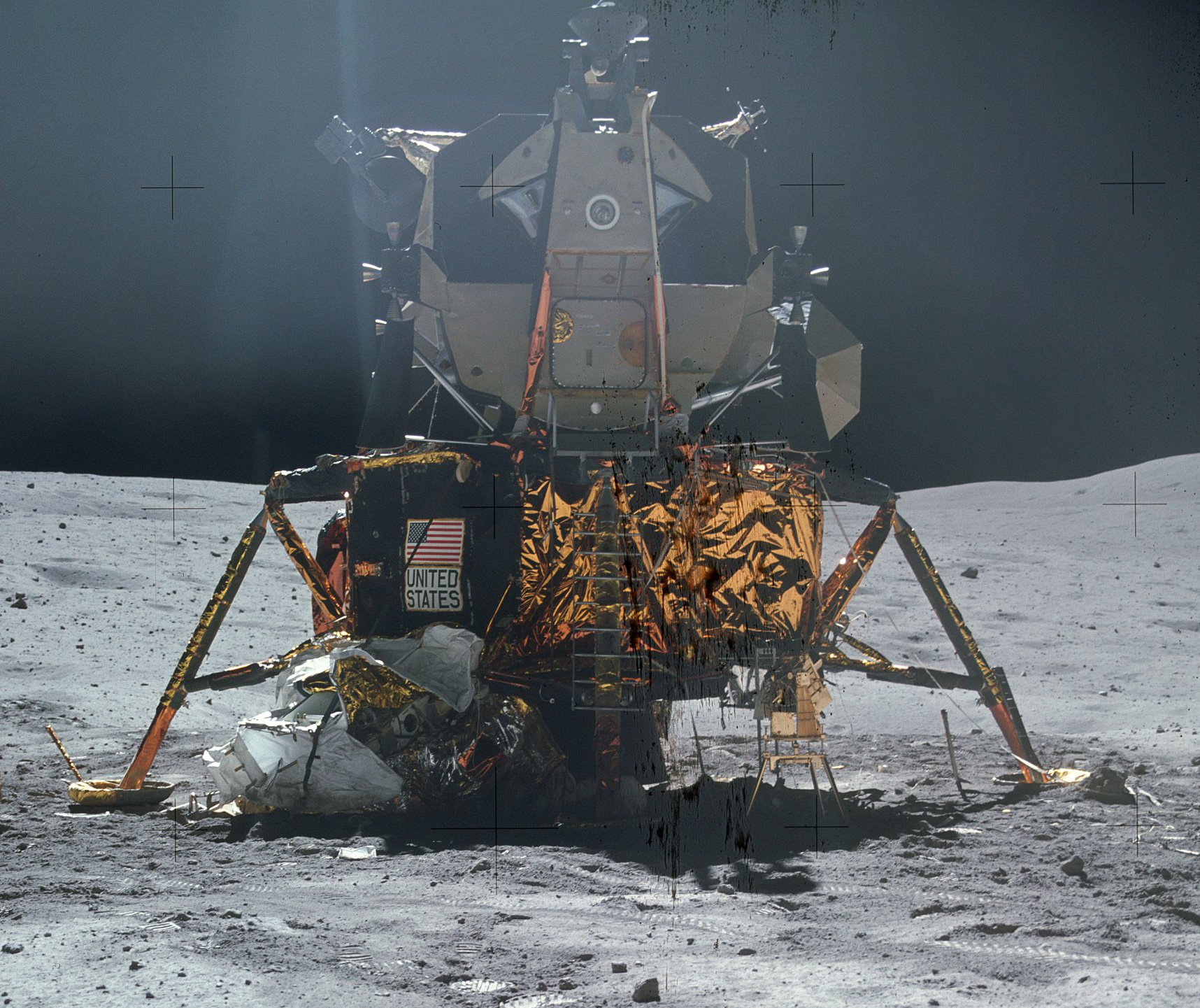
Il modulo lunare dell'Apollo 16 (NASA).

Un lander, o veicolo d'atterraggio, è un tipo di navicella spaziale che effettua la discesa e sosta sulla superficie di un corpo celeste. Per i corpi provvisti di atmosfera, l'atterraggio è chiamato rientro, e il lander si definisce veicolo di rientro. In questi casi, il lander può utilizzare dei freni aerodinamici o anche dei paracadute per attutire la caduta, oltre che utilizzare dei piccoli razzi di atterraggio che portano il lander ad appoggiarsi al suolo dolcemente. La sonda Pathfinder per atterrare su Marte utilizzò anche degli airbag. A differenza dei lander, i rover che sono da essi trasportati possono anche muoversi sulla superficie.

## Storia
Numerosi lander sono stati utilizzati nell'esplorazione di Marte. Tra le missioni coronate da successo ricordiamo:
- le Viking 1 e 2, per le quali fu adottato un sistema di atterraggio morbido con retrorazzi;
- Mars Pathfinder, che trasportava il rover Sojourner, e che fu una missione dimostrativa dell'atterraggio tramite airbag;
- Phoenix Mars Lander, laboratorio per lo studio dell'ambiente polare per il quale è stato adottato un sistema di atterraggio morbido.

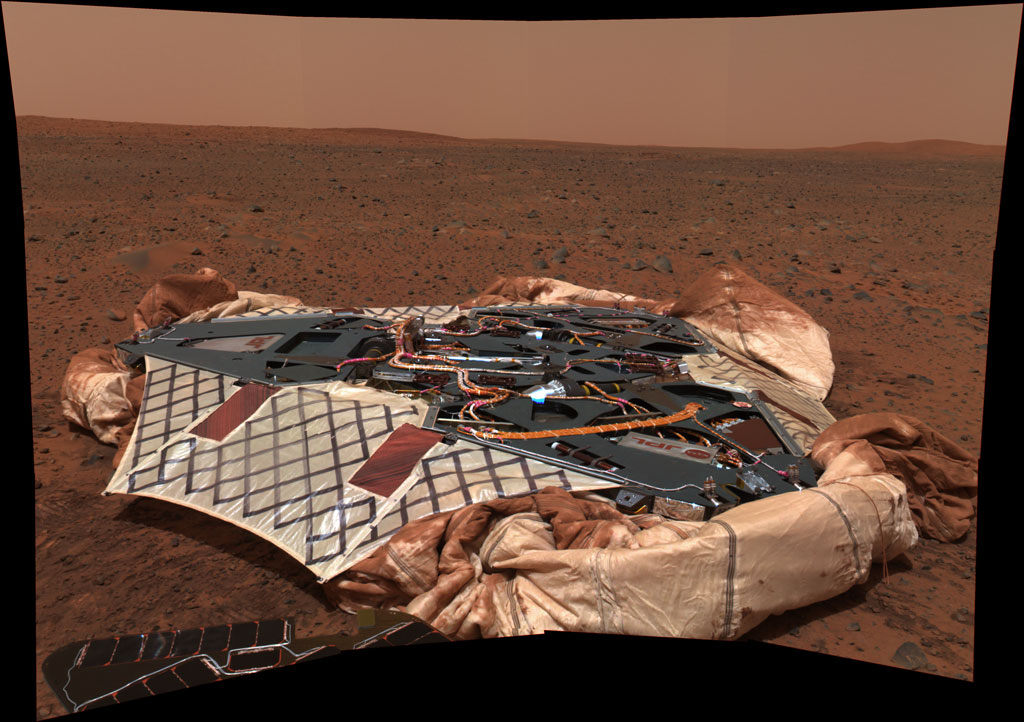
Immagine raccolta dal MER Spirit del lander che lo ha trasportato su Marte, abbandonato al sito di atterraggio.

Altri due lander hanno trasportato su Marte i due Mars Exploration Rover, atterrando tramite airbag. Per essi non è stata prevista alcuna strumentazione scientifica.

Inoltre, diverse missioni hanno incontrato difficoltà nelle fasi finali di avvicinamento al pianeta o nell'atterraggio; tra queste vanno ricordate: Mars 3, che nel 1971 dopo essere correttamente atterrata, operò soltanto per 20 secondi; il Mars Polar Lander, che fallì un atterraggio morbido nella regione polare marziana nel 1999 ed il Beagle 2, che fallì un atterraggio con airbag nel 2003.
La sonda spaziale Rosetta, lanciata il 2 marzo 2004, è stata attrezzata col lander, Philae, che è atterrato sulla cometa 67P/Churyumov-Gerasimenko il 12 novembre 2014 ed ha iniziato a funzionare alle 08:35 UTC. Data la bassa gravità di questi corpi, invece di mezzi per attutire la caduta, Philae prevedeva un sistema di ancoraggio al suolo attraverso veri e propri arpioni. Tuttavia in quel caso il sistema non funzionò e Philae rimbalzò almeno un paio di volte, finendo incastrato in un luogo impervio, e rimasto a lungo imprecisato, dove l'attività scientifica poté essere svolta solo in maniera molto ridotta, data la scarsca illuminazione che impedì il regolare funzionamento dei pannelli solari. Un atterraggio su un corpo altrettanto piccolo, l'asteroide 433 Eros, è stato effettuato dal satellite artificiale NEAR Shoemaker, anche se originariamente non era previsto che NEAR tentasse l'atterraggio.

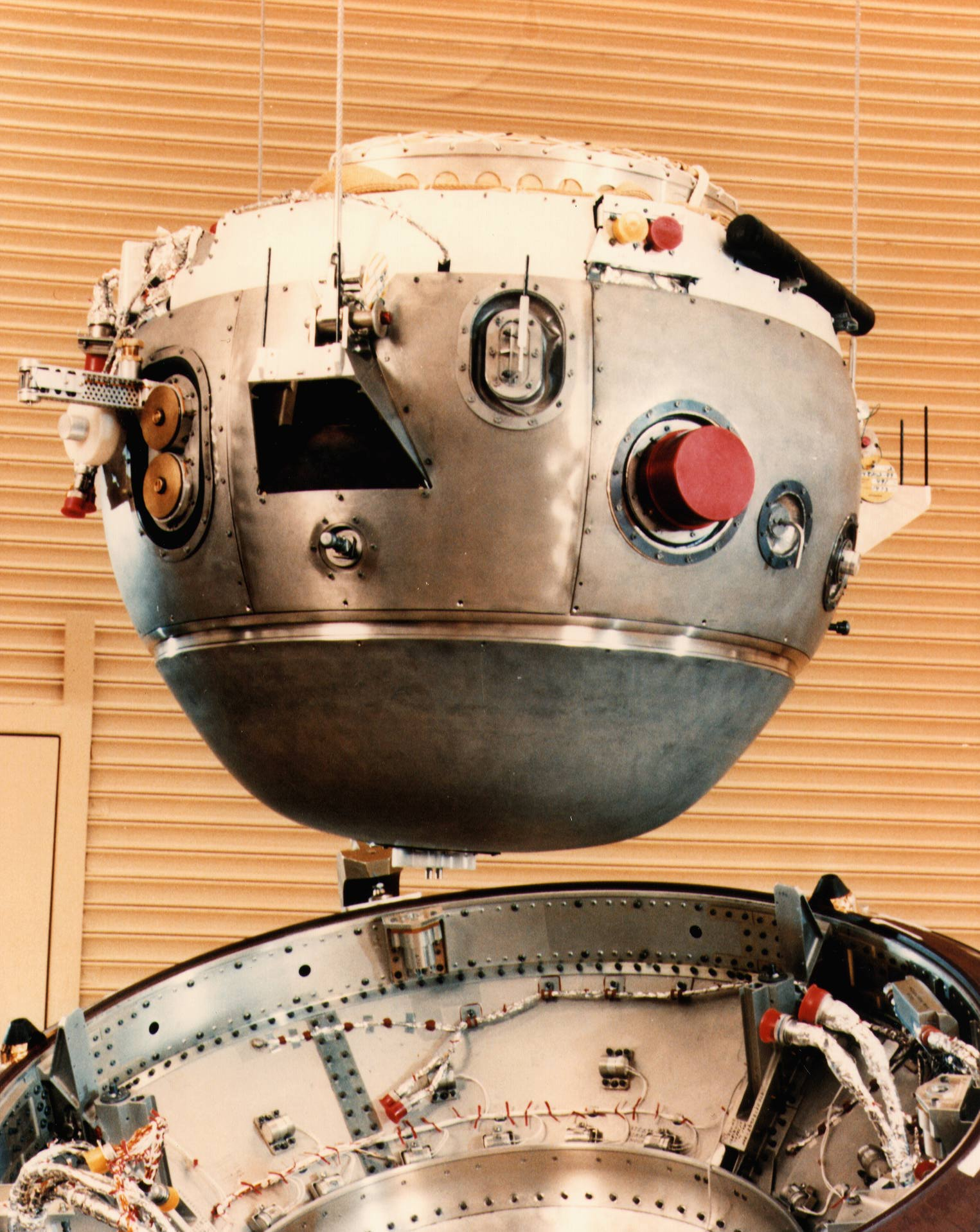
Il modulo di discesa della sonda Galileo.

Anche la sonda Galileo ha inviato un piccolo veicolo di rientro su Giove, ma dato che Giove è un pianeta gigante gassoso, quindi senza una netta superficie, è in discussione il fatto che questo veicolo di rientro sia o meno da definirsi lander.
Parecchie sonde lunari, tra cui quelle del programma Luna sovietico, e quelle del programma Ranger statunitense, erano lander detti ad impatto duro ( o atterraggio duro), cioè non era previsto che spedissero alcun dato dopo l'allunaggio. Anche le sonde Hiten e SMART-1 hanno concluso la loro vita operativa con un impatto programmato sulla Luna.
La sonda Huygens, trasportata con la sonda spaziale Cassini verso la luna di Saturno Titano, è atterrata su Titano il 14 gennaio 2005, inviando a terra la prima immagine del suolo titaniano. Il lander era progettato per inviare informazioni sull'atmosfera durante la lunga fase di discesa e per 15 minuti dalla superficie, ma il suo segnale è stato ricevuto da terra per oltre tre ore dal suo contatto al suolo.
Il Programma Venera sovietico includeva un certo numero di lander per Venere, di cui alcuni schiacciati dall'alta pressione di quel pianeta, altri invece sono atterrati con successo. Il Programma Vega (sempre sovietico) spedì due aerostati nell'atmosfera di Venere.
Il programma Surveyor statunitense servì per determinare i giusti siti per l'allunaggio delle navicelle Apollo; perciò queste missioni hanno richiesto un atterraggio morbido, per poter spedire i dati relativi allo spessore della polvere lunare, all'epoca sconosciuto. Il LEM dell'Apollo ha utilizzato un motore a razzo di discesa per un atterraggio morbido di due astronauti sulla Luna, che venne eseguito sei volte (rispettivamente da Apollo 11 ad Apollo 17 con eccezione di Apollo 13).